# Louis Hudson
Louis Hudson, född 16 maj 1898 i Thamesville i Ontario, död 24 juni 1975, var en kanadensisk ishockeyspelare.
Hudson blev olympisk guldmedaljör i ishockey vid vinterspelen 1928 i Sankt Moritz.